# Somatina fraus
Somatina fraus är en fjärilsart som beskrevs av Louis Beethoven Prout 1916. Somatina fraus ingår i släktet Somatina och familjen mätare. Inga underarter finns listade i Catalogue of Life.